# Antoni Riera (motociclista)
Antoni Riera   (Eivissa, c. 1959 - Barcelona, 17 de març de 1977) fou un pilot de motocròs eivissenc, considerat en el seu moment un dels joves valors d'aquest esport més prometedors. Es morí molt jove, quan tenia vora divuit anys, a causa de l'accident que patí mentre participava en una cursa de motocròs a Mollet del Vallès.
Al moment de l'accident, Riera competia al II Trofeu Montesa, programat entre febrer i març de 1977, i n'encapçalava còmodament la classificació provisional després d'haver-ne guanyat algunes curses (entre d'altres, les dues de Granollers). A banda, aquell mateix any havia aconseguit altres èxits, com ara sengles victòries a la categoria dels 74 cc a La Cirera (Llorac) o a Elda (Baix Vinalopó).
L'11 de març, mentre prenia part als entrenaments privats al Circuit de Gallecs de Mollet per a la darrera cursa del Trofeu, programada per al dia 13 (el III Motocròs Vila de Mollet), Riera tingué un accident que resultà mortal (s'ha escrit que es trencà la melsa i no va poder recuperar-se de la consegüent hemorràgia interna, entrant en coma). Sis dies després, el dijous 17 de març, es morí a la unitat de cures intensives de l'Hospital Universitari Vall d'Hebron.
El 17 d'abril següent, els tres moto-clubs d'Eivissa, juntament amb la delegació d'Educació Física i Esports, li organitzaren un homenatge al circuit permanent eivissenc de Cap Martinet. Al mateix temps, la III edició del Trofeu Montesa es va subtitular "Memorial Antonio Riera" en record seu.